# Els Horts (Albanyà)
Els Horts és un poble de masies dispers, actualment abandonat, situat a l'extrem septentrional del municipi d'Albanyà. El lloc dels Horts és esmentat en el precepte reial, favorable a Santa Maria d'Arles, de l'any 878, en relació amb unes terres que havien de pertànyer a Sant Pere d'Albanyà. La parròquia no apareix esmentada fins a l'any 954.
Els Horts era un terme independent a principis del Segle XIX, però el 1846 va ser incorporat al municipi d'Albanyà, juntament amb d'altres termes rurals de l'entorn. Havia format part del a Vegueria de Besalú, abans del Decret de Nova Planta, i del Corregiment de Figueres, a principis del S. XIX.
El poble és centrat a l'església de Sant Cristòfol dels Horts, actualment mig enrunada, i el Mas dels Horts, que hi és a prop. Altres cases de pagès aïllades rellevants eren La Fiola (o Fillola), la Paradella, Riumajor (únic habitat actualment) i el molí de Riumajor.
De la parròquia de Sant Cristòfol dels Horts en depenien, en època postmedieval, les esglésies de Fontfreda, Carbonills, Sant Pere dels Vilars, Oliveda i el Santuari de la Mare de Déu del Fau.